# Maquis des Manises
Pour les articles homonymes, voir Manises (homonymie).
Le Maquis des Manises  ou Maquis de Revin ou Maquis Prisme ou encore Maquis des Ardennes est un groupe de résistants français à l'occupation allemande pendant la Seconde Guerre mondiale. Le nom de la cellule maquisarde provient du nom du commandant alias « Prisme » et de l'endroit depuis lequel elle opérait, cachés sur les hauteurs de Revin (Ardennes), le petit  « ruisseau des Manises » bordant le maquis, sur le plateau du « Malgré-Tout ». L'épilogue du maquis se joua le 13 juin 1944.

## Historique
Après le débarquement de Normandie du 6 juin 1944, le « Maquis de Revin » prit corps autour d'officiers parachutés depuis Londres autour de Jacques Pâris de Bollardière (« Prisme »). Le but (« mission Citronelle »), étant de créer un maquis d'environ 400 hommes capable de recourir à des techniques de guérilla pour s'attaquer à la Milice et de faire barrage au retrait des troupes d'occupation allemande. 
La zone choisie située sur le plateau du « Malgré-Tout » (altitude 433 m) se prête à ce genre de clandestinité et était déjà active dans le secteur des Vieux Moulins de Thilay autour de la résistante Marguerite Fontaine (réseau des FFI, armés par des parachutages alliés) et constituait déjà une filière d'évasion pour les aviateurs britanniques dont l'avion avait été abattu. 
Au cours de sa constitution au début du mois de juin 1944, le volontariat étant important, en une semaine l'effectif passant d'environ 20 à plus de 200 hommes, les structures de formation et d'équipement furent rapidement saturées.
Le 12 juin, sous les averses, les maquisards tendirent les toiles de parachutes pour se protéger et firent du feu pour se réchauffer. Certains éléments redescendant parfois à Revin auprès de leur famille, la discrétion était difficile à préserver. Un avion à croix gammée a même survolé les Hauts-Buttés.
C'est dans ce contexte que le 12 juin 1944, quelques jours après la mise en place du maquis insuffisamment formé et armé, les troupes allemandes venues à connaissance de la formation du maquis encerclèrent Revin, se dirigèrent rapidement sur les hauteurs du Malgré-Tout afin d'encercler les maquisards.
Durant la nuit, les maquisards les plus expérimentés regroupés autour du commandant « Prisme » purent échapper à l'encerclement et passer la frontière belge à Willerzie, mais 105 d'entre-eux isolés dans les bois et sans secours seront capturés, torturés et fusillés sur les lieux par l'occupant le 13 juin 1944, le capitaine Arendt commandant le peloton d'exécution. 
Leurs corps furent déposés dans des charniers creusés à la hâte par eux-mêmes au lieu-dit « Père des Chênes ».  
Après diverses vicissitudes, l'inhumation définitive des dépouilles eut lieu au cimetière de Revin après la libération le 8 octobre 1944.
Le maquis continua néanmoins son action dans les bois belges de Willerzie jusqu'à la Libération de la France.

## Approfondissement

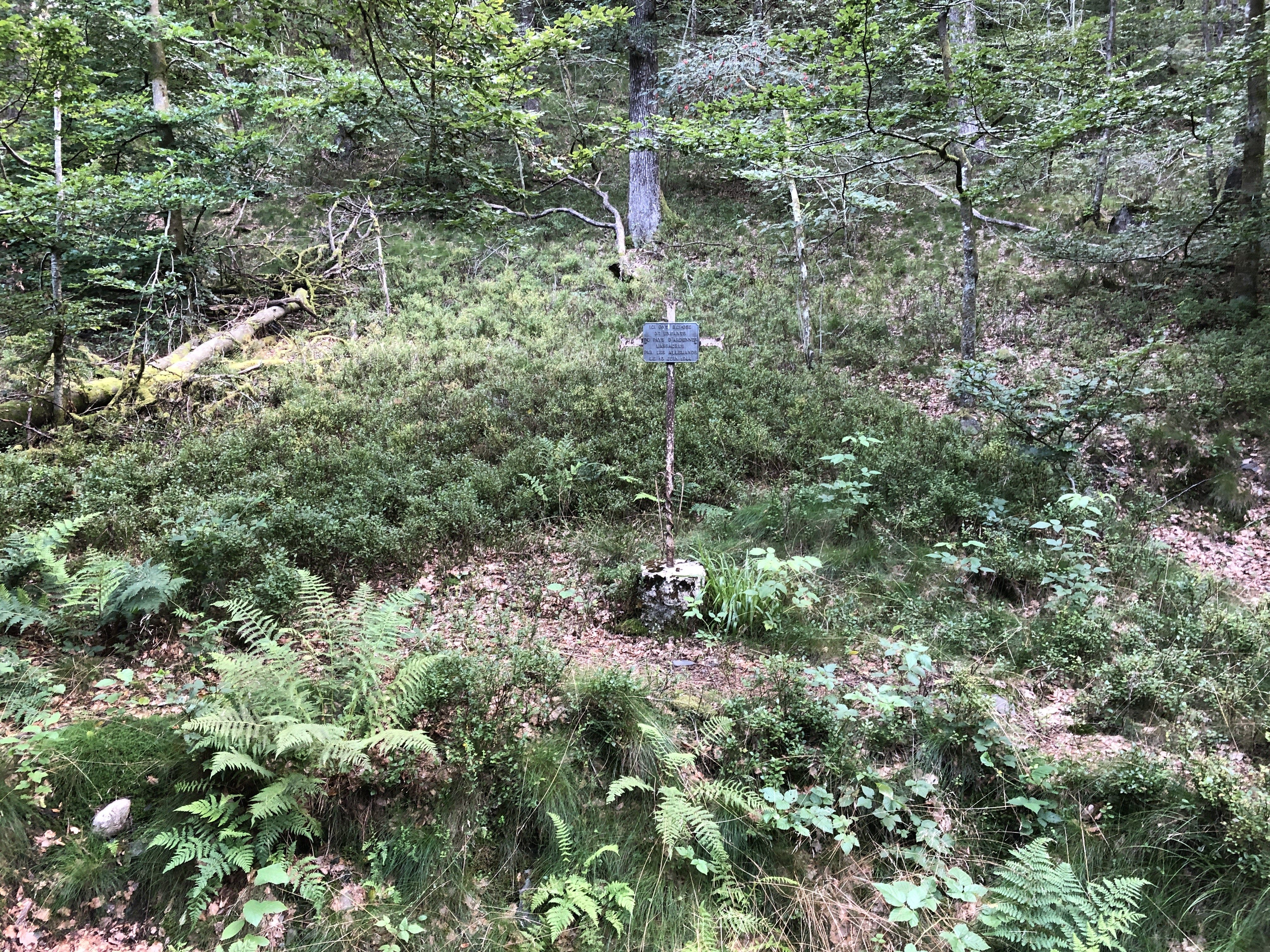
Calvaire dit Ravin de l'Ours.

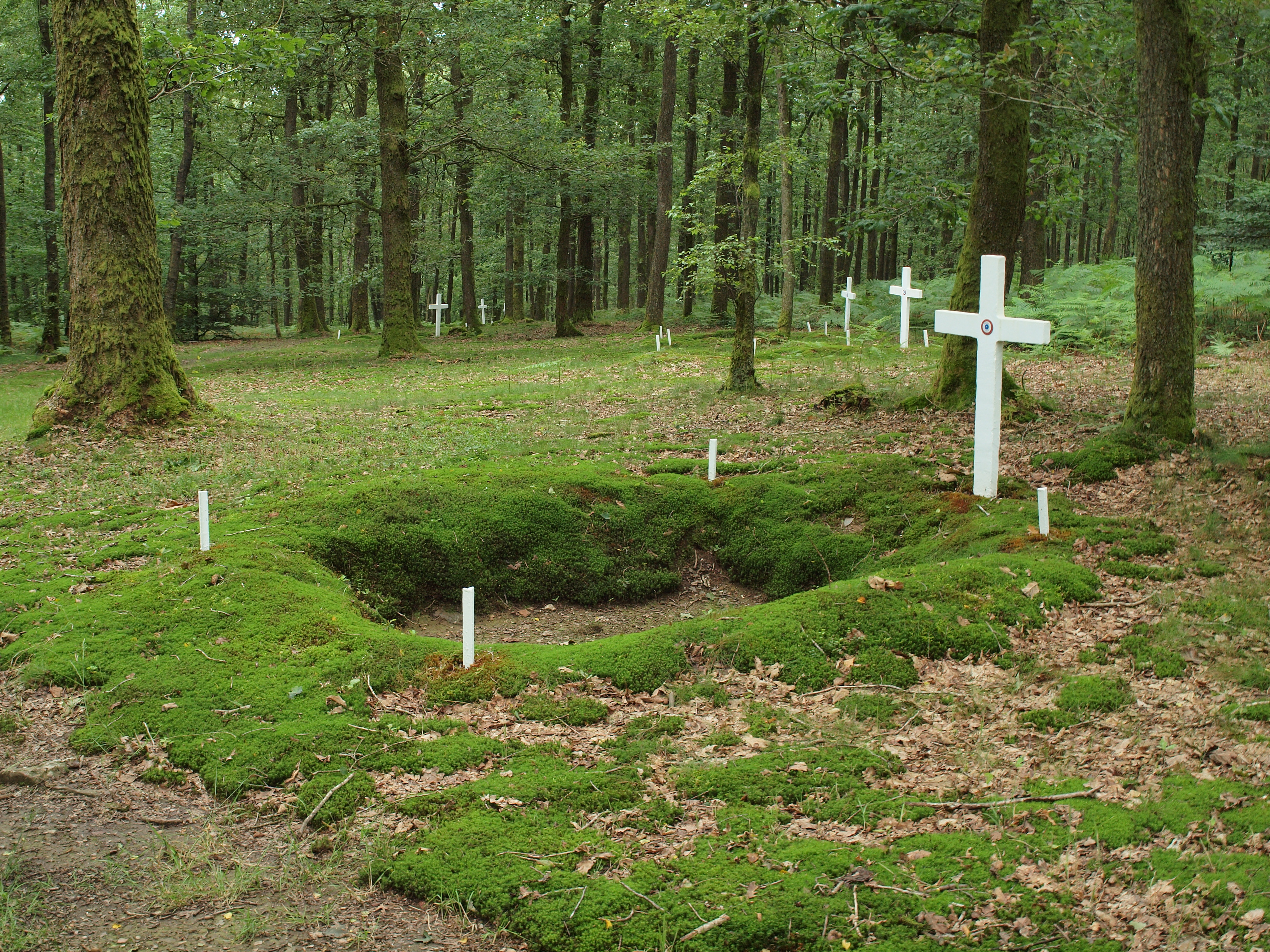
Calvaire des Manises.

Venus à connaissance de la présence du maquis, le lundi 12 juin 1944 la ville de Revin a été isolée et les voies d'accès coupées. Les troupes allemandes gardaient les issues de la ville tandis que dans des voitures blindées, la Gestapo faisait de nombreuses arrestations et soumettait les habitants à de sévères interrogatoires. 
Les soldats allemands avaient rassemblé 40 ouvriers revinois et les avaient conduits vers le ruisseau des Manises où ils ont été interrogés par la Gestapo.
Les forces allemandes étaient constituées par les 36e Régiment de la Panzerdivision, sous le commandement du colonel Botho Grabowsky., du major Molinari, et de membres de la Gestapo. Le moindre incident pouvait entraîner l'anéantissement de la ville.
À la fin de la matinée les événements se précipitèrent et les troupes allemandes ayant acquis la certitude du positionnement du maquis firent mouvement vers le mont Malgré-Tout. 
Dans l'après-midi du 12 juin, deux membres du maquis repérèrent les Allemands et donnèrent l'alerte. L'attaque avait débuté dans l'angle sud-ouest du camp et les maquisards, dont c'était le baptême du feu pour la plupart, furent immédiatement pris sous les tirs des armes à feu. La défense du Maquis entra en contact du 36e Régiment de la Panzer à partir de tranchées défendues par des hommes avec des mitrailleuses et des tirailleurs. Surpris par l'ampleur de la résistance, les forces allemandes cessèrent de tirer et le colonel Grabowski donna l'ordre d'encercler le Maquis. 
Le colonel « Prisme » (Jacques Pâris de Bollardière), s'étant rendu compte de l'encerclement du camp, attendit la nuit afin d'avoir des bonnes chances d'échapper au siège. À 23 heures, il donna le signal du repli après avoir fait enterrer le matériel qui ne pouvait être emporté. La colonne, malgré les difficultés du déplacement la nuit dans la forêt et sous un temps orageux, se mit en route par des sentiers secrets. La tête de la colonne arriva au bord de la route menant depuis le hameau des Hauts-Buttés jusqu'à Hargnies (actuelle D989, à l'époque N389). Le colonel Prisme donna l'ordre à ses hommes de traverser la route dans l'obscurité pendant que les Allemands étaient occupés aux formalités de la relève de la garde. 
Pendant le repli, un grand nombre de maquisards mal encadrés, s'étant égarés ou ayant probablement choisi d'autres chemins, furent faits prisonniers et regroupés dans le jardin de la famille Deschamps aux Vieux-Moulins d’Hargnies, immobilisés, les mains derrière le dos, face contre terre, ils furent battus et suppliciés.

« Ils se ruèrent sur eux et les frappèrent à coups redoublés avec de gros bâtons et les crosses de fusil. Sous le choc, plusieurs crosses se brisèrent sur le corps de ces malheureux qui poussaient des hurlements de douleur. Puis arriva un officier allemand qui fit placer ses soldats sur deux haies et fit défiler les prisonniers devant eux. Chaque soldat allemand - il y en avait cinquante - était armé d’un gourdin, avec lequel il frappait sur les prisonniers au fur et à mesure qu’ils passaient devant lui. »

— Témoignage d'un membre de la famille Deschamps
Les maquisards capturés furent fusillés par groupes de cinq, mitraillés de plusieurs balles dans le dos pendant deux heures, leurs corps amenés ensuite au lieu-dit « Père des Chênes » et déposés, en quinconce dans 19 fosses communes.  
Les maquisards ayant échappé à la capture ne s'étaient pas rendu compte du forfait en cours perpétré par le colonel Grabowski et le major Molinari à la tête des SS. Ils étaient de toute façon dans l'incapacité de leur apporter un quelconque secours. 
Le 14 juillet 1944, les forces allemandes quittèrent la ville en gardant le secret et ce n'est que quelques jours après que les habitants de Revin se rendirent compte du massacre.
Les familles des victimes localisèrent les fosses communes et des familles identifièrent quelques corps.
Le 19 juin, le Procureur de la République et le préfet étaient informés et le 20 juin les gendarmes firent un rapport à la Feldkommandantur de Charleville afin d'exhumer les corps, mais le 21 juin 1944, les Allemands récupérèrent à la hâte les dépouilles et les transférèrent en camion dans un autre charnier, au lieu-dit le « Ravin de l’Ours » au-dessus du hameau de Linchamps. Quelques jours plus tard, les corps furent de nouveau découverts et amenés dans une clairière à la « ferme du Malgré-Tout ».
La dernière exhumation et l'enterrement définitif des victimes eut lieu au cimetière de Revin après la libération le 8 octobre 1944.

## Controverse
Dès la libération, des responsables furent recherchés et la justice s'occupa de l' « Affaire des Manises ». Deux pistes furent explorées :
- La dénonciation du maquis : collaboration ou trahison
- La culpabilité de la Résistance elle-même : reproche fait au chef de secteur de Revin d'avoir outrepassé ses fonctions et avoir mobilisé sans ordre de ses supérieurs.

« Le 5 juin, lors de la visite de notre chef Grandval le maquis avait un effectif réduit (de 20 à 30 hommes). Le colonel Prisme descendu à Charleville pour converser avec Monsieur Grandval demandait d’élever l’effectif du maquis à 300 hommes. Au cours des conversations qui ont eu lieu entre Grandval, Prisme, Daniel [Delys], chef départemental maquis et Fournier, l’ordre nous fut donné de fournir à Prisme l’effectif demandé et d’envisager, si nous ne pouvions y parvenir par l’envoi de réfractaires, de mobiliser tout un secteur. »

— Extrait de « L’affaire des Manises » conservé aux Archives départementales, « Archives des FFI », cote 1293 W 4.
Le procès eut lieu au mois d'octobre 1945 devant la cour de Justice de Nancy
Il faut aussi remarquer que la formation du maquis semble s'être faite au grand jour.

« La jeunesse revinoise et des environs apprend un jour qu'il y a un maquis dans le massif ardennais vers le point culminant. Les garçons se regroupent et défilent dans Revin avec le drapeau bleu blanc rouge. Ils comptent rejoindre les maquisards qui seraient du côté des Hauts-Buttés »

— Yves Pia Aline: Destinée d'une famille ardennaise,p. 163

## Commémoration
Le Monument du Maquis est érigé sur le côté du mont Malgré-Tout et mesure 12 m de long sur 6 m de haut.
Réalisé par le sculpteur Henri Louis dès la fin de la Seconde Guerre mondiale, il a été inauguré le 27 juin 1948 en présence de Vincent Auriol, Président de la République et de François Mitterrand alors Ministre des Anciens Combattants.
Les villes de Vivier-au-Court et de Vrigne-aux-Bois ont toutes deux une rue baptisée « rue des Manises ».